# 91 Days
91 Days è una serie televisiva anime prodotta dallo studio Shuka per la regia di Hiro Kaburagi, trasmessa in Giappone dall'8 luglio al 30 settembre 2016.

## Trama
Stati Uniti, 1925. Il contabile della mafia Testa Lagusa viene ucciso in casa sua assieme alla moglie e al figlio più piccolo da Don Vincenzo "Vincent" Vanetti, il padrino dell'omonima Famiglia Vanetti che controlla l'immaginaria città di Lawless. Il figlio primogenito di Testa, Angelo Lagusa, riesce a salvarsi e a lasciare la città, e nella concitazione viene creduto morto a sua volta.
Sette anni dopo il massacro, a seguito dell'arrivo al suo rifugio nel Midwest di una misteriosa lettera, Angelo torna a Lawless per vendicarsi, e con la nuova identità di Avilio Bruno si unisce lui stesso alla famiglia Vanetti, diventando in breve tempo l'uomo di fiducia del figlio del padrino, Nero.
Tra ritorsioni, guerre tra Famiglie, vendette e giochi di potere, le strade di Lawless si tingeranno di sangue, e nei 91 giorni che passeranno dal suo ritorno in città Angelo dovrà chiedersi più volte quanto in basso è disposto a scendere pur di vendicarsi.

## Personaggi
Avilio Bruno (アヴィリオ・ブルーノ?, Avirio Burūno) / Angelo Lagusa (アンジェロ・ラグーザ?, Anjero Ragūza)
Doppiato da: Takashi Kondō
Il protagonista della serie. Sette anni prima dell'inizio della storia la sua famiglia viene assassinata dai Vanetti, nei confronti dei quali comincia a nutrire un odio profondo. Rimane nascosto per sette anni finché non riceve una lettera che lo fa tornare al distretto di Lawless. Pur essendosi imposto la regola di non fare del male agli innocenti in nome della propria vendetta, non si fa alcuno scrupolo a servirsi delle vite e dei destini dei criminali di Lawless, uccidendoli senza esitazione qualora le circostanze lo richiedano.
Nero Vanetti (ネロ・ヴァネッティ?)
Doppiato da: Takuya Eguchi
Il figlio primogenito di Don Vanetti, uno dei sicari che massacrarono la famiglia Lagusa di cui Avilio vuole vendicarsi. Dotato di una personalità luminosa e allegra, pone la sua famiglia al di sopra di ogni altra cosa. Al termine della faida interna che lo vede contrapposto al fratello minore assume la guida della Famiglia al posto del padre, dimostrando alla prova dei fatti di essere cinico e spietato come qualunque altro mafioso.
Vanno Clemente (ヴァンノ・クレメンテ?, Vanno Kuremente)
Doppiato da: Daisuke Ono
Un amico di Nero Vanetti, anche lui aveva partecipato al raid contro i Lagusa uccidendo il padre di Angelo; sarà il primo nome spuntato dalla lista.
Corteo (コルテオ?, Koruteo)
Doppiato da: Sōma Saitō
Un amico d'infanzia di Angelo che una volta cresciuto si è dato al contrabbando di alcool, inventando un particolare tipo di whisky molto apprezzato nei bar clandestini gestiti dalla mafia. Grazie a lui, Angelo riuscirà ad entrare nelle grazie di Nero e ad essere ammesso nella Famiglia Vanetti.
Fango (ファンゴ?)
Doppiato da: Kenjirō Tsuda
Un sicario degli Orco, l'altra grande Famiglia che contende ai Vanetti il controllo di Lawless. Visibilmente pazzo, prova piacere nell'uccidere e non si fa scrupoli nell'ottenere ciò che vuole. Dopo essere stato messo all'indice dai suoi stessi superiori per i suoi modi eccessivamente spietati e il suo essere in pratica incontrollabile, guida una faida scissionista contro la Famiglia Orco che, con l'aiuto di Nero e Avilio, si concluderà con l'orribile morte di Don Orco e alla nomina di Fango come nuovo capofamiglia. Di lì a breve, tuttavia, quando cerca di svelare a Nero il tradimento di Corteo, viene brutalmente ucciso da quest'ultimo, morendo come aveva sempre vissuto: tra sadiche risate.
Frate Vanetti (フラテ・ヴァネッティ?, Furate Vanetti)
Doppiato da: Kōtarō Nishiyama
Il figlio minore di Don Vanetti, e l'unico membro della sua Famiglia a credere sinceramente negli sforzi del padre per mantenere la pace a Lawless. Convinto che i Vanetti non abbiano speranza nella guerra che, nonostante ciò, sembra inevitabilmente destinata a scoppiare in città, non esita a stringere accordi con gli Orco e i Galassia pur di assicurare la sopravvivenza della Famiglia. Per questo motivo, sobillato da Ronaldo, ordina l'uccisione di Nero quando questi inizia a rappresentare un ostacolo alla tregua con gli Orco, dando il via ad una guerra intestina che tuttavia terminerà con la sua morte.
Ronaldo (ロナルド・ガラッシア?, Ronarudo)
Doppiato da: Yūichi Nakamura
Erede della potente Famiglia Galassia, originaria di Chicago, che sta cercando di espandere la sua influenza su Lawless. Nel tentativo di bloccare sul nascere una guerra di mafia, don Vanetti gli ha dato in sposa la figlia Fio, ma questo non impedisce a Ronaldo di tramare nel tentativo di esautorare sia gli Orco che i Vanetti del loro controllo su Lawless a favore dei Galassia. Narcisista e approfittatore, cerca di servirsi di Frate e Fio per trasformare i Vanetti in vassalli dei Galassia, ma viene ucciso dalla moglie (segretamente sobillata da Avilio) nel tentativo estremo da parte di quest'ultima di salvare entrambi i suoi fratelli.
Vincent Vanetti (ヴィンセント・ヴァネッティ?, Vinsento Vanetti)
Doppiato da: Kazuhiro Yamaji
Il capo della famiglia Vanetti, nonché il primo nome sulla lista di Angelo. Originario di Savoca e giunto in America da giovane, fino a pochi anni prima era il boss più temuto e rispettato di Lawless, ma con l'avanzare della vecchiaia e il sopraggiungere della malattia di Parkinson la sua autorità ha cominciato a venire meno, cosa che ha portato ad un deterioramento del potere dei Vanetti sia in città che all'interno di Cosa Nostra, favorendo l'ingresso e l'ascesa di altre Famiglie a Lawless; nonostante ciò, cerca in ogni modo di evitare una guerra di mafia, ma questo gli ha provocato nemici all'interno della sua stessa Famiglia, che lo accusano di essersi rammollito.

Don Moreno
Capo del clan Moreno che controllava Lawless. Venne ucciso da Vincenzo Vanetti nel 1925, il quale grazie alla sua morte colse l'occasione per creare il proprio impero stringendo accordi con la famiglia Galassia ed appropriandosi di tutti i suoi beni. Non compare fisicamente all'interno della serie.
Barbero (バルベロ?, Barubero)
Doppiato da: Takahiro Sakurai
Il consigliere dei Vanetti, nonché uomo di fiducia di Nero. Si occupa dell'industria del contrabbando di alcolici per conto dei Vanetti, e antepone la fedeltà a Nero persino a quella verso la Famiglia.
Delphy (デルフィ?, Derufi)
Un commissario federale arrivato da Chicago a Lawless per stroncare la cupola mafiosa che domina la città. Pur essendo giovane ha già dei trascorsi invidiabili nella lotta alla criminalità organizzata, e sia tra i poliziotti che tra i giornalisti è famoso per essere un intoccabile.

## Produzione
Il progetto anime originale è stato annunciato dalla Shochiku il 23 marzo 2016. La serie televisiva, prodotta da Shuka e diretta da Hiro Kaburagi, è andata in onda dall'8 luglio al 30 settembre 2016. Le sigle di apertura e chiusura sono rispettivamente Signal di TK dei Ling tosite sigure e Rain or Shine di Elisa. In Italia gli episodi sono stati trasmessi in streaming, in contemporanea col Giappone, da Crunchyroll.

### Episodi
| Day | Titolo italiano Giapponese 「Kanji」 - Rōmaji                                              | In onda           | In onda |
| Day | Titolo italiano Giapponese 「Kanji」 - Rōmaji                                              | Giapponese        |         |
| 1   | La notte dell'omicidio 「殺人の夜」 - Satsujin no yoru                                     | 8 luglio 2016     |         |
| 2   | Mendace illusione 「いつわりの幻影」 - Itsuwari no gen'ei                                  | 15 luglio 2016    |         |
| 3   | La meta del rumore di passi 「足音の行先」 - Ashioto no ikisaki                            | 22 luglio 2016    |         |
| 4   | Perdere, vincere, e poi… 「敗けて勝って、その後で」 - Makete katte, sono ato de            | 29 luglio 2016    |         |
| 5   | Sangue chiama sangue 「血は血を呼ぶ」 - Chi wa chi o yobu                                  | 5 agosto 2016     |         |
| 6   | A uccidere il porco 「豚を殺しに」 - Buta o koroshi ni                                     | 12 agosto 2016    |         |
| 7   | Poveri attori 「あわれな役者」 - Aware na yakusha                                          | 19 agosto 2016    |         |
| 7.5 | Una candela corta 「短いローソク」 - Mijikai rōsoku                                        | 26 agosto 2016    |         |
| 8   | Dietro la tenda 「帳の陰」 - Tobari no kage                                                | 2 settembre 2016  |         |
| 9   | Tenebrosi e profondi desideri 「黒ずんだ野望」 - Kurozunda yabō                            | 9 settembre 2016  |         |
| 10  | Prova di lealtà 「誠実の証」 - Seijitsu no akashi                                          | 16 settembre 2016 |         |
| 11  | Nulla si è ottenuto, tutto è sprecato 「すべてがむだごと」 - Subete ga mudagoto            | 23 settembre 2016 |         |
| 12  | In volo, nella nebbia e l'aria sporca 「汚れた空をかいくぐり」 - Kegareta sora o kaikuguri | 30 settembre 2016 |         |